# 社会技術
社会技術（しゃかいぎじゅつ）は、多様で幅広い関係者の対話や協働を通して社会と技術の関係を俯瞰し、社会問題の解決に資する技術のことである。ここでの技術は通常の意味での技術と異なり、より幅広い概念を表すことが多い。通俗的に言えば、《社会による》（対話・協働）、《社会の中の》（俯瞰）、《社会のための》（問題解決志向）技術が社会技術であり、周囲の環境や自らの立場、将来の予見に従って不断に構築されるものである。

## 概念の歴史

### 労働手段体系説
技術はギリシア語のテクネーを語源とし、英語や仏語でtechnicやtechniqueと呼ばれるものとなった。だが、日本語で「技術」という言葉が初めて使われたのは比較的最近で、西周の『百学連環』（1870）からである。そして日本で最初に技術とは何かを学問的に取り上げたのは、1932年創立の唯物論研究会（唯研）に属する戸坂潤、岡邦雄、永田広志、相川春喜らである。彼らは「技術とは労働手段の体系である」という労働手段体系説を主唱した。岡はこの規定が直接的にはブハーリン（Nikolai I. Bukharin）の著作に見出されることを指摘する。ブハーリンによれば、

技術とは外的自然の単なる断片ではない。それは、社会の延長された器官であり、社会的技術である。それゆえ、われわれは、社会をいままで述べてきたよりももっと広い意味で論ずることができる。このばあい、社会には、その「社会的存在」における物も、つまりまず何よりも社会の技術的体系もはいるのである。
…社会的技術は、個々の労働用具の堆積ではなくして、その連関した体系である。それは、この体系の各部分に残りのすべての部分が依存していることを意味する。それはまた、所与の各時期において、こういう技術のさまざまな部分が、一定の比例をたもって、一定の関係によって連関していることを意味する。

三枝博音や倉橋重史は、ブハーリンは技術について手段体系説を唱えたのではなく、社会的技術について言及していたとして、単なる「技術」と明確に区別する。

彼のいう社会的技術とは、たんなる労働手段の体系でない。そこに強調されているのは労働を通して生産過程に入ると、そこに生産社会という全体的な連関が成立つことにある。

### 意識的適用説
唯物論研究会による労働手段体系説と並んで技術論の論者を二分したのは、武谷三男による「技術とは人間実践（生産的実践）における客観的法則性の意識的適用である」とする意識的適用説であった。武谷は客観的法則性の意識的適用という技術の規定を生産的実践に限らず広く理解しなければならないと主張しており、技術論は生産的実践から社会的実践へと拡大・適用され、その両者の同一性が強調されることとなっている。

ここに社会的実践と、技術論すなわち人間の自然に対する実践とがその見方において無縁ではなく、その「拡大」であり、その同じ見方を「適用」したものであるべきことが示されてあるのである。技術論はこのような基本的な観点からつかまねばならないものである。

このような技術論の論理の拡大適用はその後の論稿でも強固に武谷が主張するところとなった。嶋はこういう意識的適用説の拡大に基づいて社会的諸技術の規定を行うことも、その規定自体としては可能であるとしたが、その議論には立ち入っていない。武谷や、武谷を熱心に支持した星野芳郎も、その後、具体的に社会的実践への拡大について言及することはなかった。

### 第三の立場
技術論論争は上記の労働手段体系説と意識的適用説との対立を軸に展開されていったが、労働手段体系説から転向した相川春喜、意識的適用説にその論理が継承されたとされる三木清、両方の説を修正した技術規定を行った三枝博音によって、それぞれ独自の視点が提示された。
三枝は唯研における労働手段体系説の元となったブハーリンの議論は「技術」ではなく「社会的技術」を語っていたとし、労働手段体系説における技術は社会的技術のことであると明確にすべきだと主張した。また、これまでの技術論における学説はすべて技術の本質を捉えるための試みではなくてはならないとしたが、「本質」という概念に安んじすぎてはならないという警告も発している。そこで三枝は、技術を現実的に認識するため、現実にある技術に向き合うため、技術の歴史を把握しようとした。そこで明らかにしたのは、われわれが現実において見る技術の現象は、労働のもろもろの手段が社会的連繋を具えている状態を通じて現れてくるということであった。三枝は技術の意識的適用説について一定の理解を示しつつも、技術は過程としての手段であるという独自の解釈を通し、社会技術については労働手段体系説を採用した。
三木は技術を物質的生産だけに限定せず、「技術は社会的諸関係の中に入り組んで存在する」とする。一方の社会は、諸個人が一つの身体に組織されている「社会的身体」である。その上で社会技術を次のように捉えている。

元来技術は主体の、特に知識を基礎として環境に対する働きかけであるが、環境に種々のものが考えられるように技術にも種々のものが考えられるであろう。我々の環境であるのは自然のみでなく、社会も環境である。自然に対する技術があるように、社会に対する技術がある。自然技術に対して社会技術Sozialtechnik即ち政治の如きものが存在している。前者が自然科学を基礎とするのに対し、後者は社会科学を基礎としなければならぬ。そしてあの産業革命の結果として生じた最も困難な問題が社会問題であり、その解決が現代の根本問題であることを考えると、むしろ社会的政治的技術が現代の技術として特に重要であると考えることもできるだろう。

相川は『技術論入門』（1942）において「生活が根柢的に社会的生活である以上技術も社会的であり、この社会的技術はあます処なく社会生活的目的に規定されねばならぬ」とした上で、その生活とは具体的には国民生活であり、「われわれが国家のための技術というとき、生活共同体のもつ社会的技術のすべてが、国家目的に動員され、国家的な合目的的実践のなかで生きることを意味するのである」。技術の概念は労働手段体系説と意識的適用説の二つが代表的であるとした上で、これら自然科学的ないし経済学的立場とは異なる哲学の立場から、技術を「ひろく行為的な概念とし、とくにその制作の形form of poesisに技術を認める思考を主要な傾向とする」第三の概念を提唱する。この第三の概念は三木清の「行為の形」としての技術概念にほぼ対応するものである。

### ゴットル的解釈
生活経済学者のゴットル（Friedrich von Gottl-Ottlilienfeld）は、1923年の著書で技術の4種の分類（個人的技術、社会的技術、知的技術、物上技術）を行い、社会的技術について、以下のように定義している。

行為が「他者」に向けられ、かくて行為者間の関係に向けられる場合（戦闘技術・経営技術・修辞及教育技術・政治及行政技術）

馬場敬治は社会技術に類する表現として「社会的技術」と「社会の技術」という用語を使い分けて議論している。馬場いわく「社会的技術」とは、因果関係が社会的事象に関する場合の技術であり、社会科学的技術とでも言うべきものである。ゴットルのSozialtechnikは馬場の言う社会的技術に属するものであるが、さらにこれ以外のもの、たとえばゴットルが「個人的技術」に分類した「克己の技術」をも含めるとした。これに対して、「社会の技術」とは、一定の時点において、一定の社会に用いられる諸種の技術的手段の総称である。これについては、ブハーリンの社会技術と同義であることを認めている。相川はこの分類について懐疑的立場を示したが、倉橋重史は馬場を支持し、社会技術についてブハーリン的な解釈（「社会の技術」）とゴットル的な解釈（「社会的技術」）の二つがあるとする。
倉橋はゴットル的な社会技術と同様の概念を示した学者を複数挙げている。フィヒター（Joseph H. Fichter）は社会工学（social engineering）を社会統制の一つとして捉え、計画より広義に解し、計画を遂行する社会行為として用いている。この場合、工学というのは部分の詳細な分析であり、部分を活動させるための特殊な技術的計画、あるいは予定した目標に向かって部分を操作する計画的プログラムとする。社会の規範や基準に従う「社会化」にとどまらず、社会工学は合理的に計画された行動に特別に従うよう要求する。ヘッツラー（Stanley A. Hetzler）は人間と機械の関係についての全ての範囲の研究を指してsociotechnicsという用語を用いている。いわく、人間と機械の「両者の相互作用の外見上の様式が何であれ、それが物理的あるいは社会的なものであるように見えようとも、それは実質的に社会的であり、その結果においてそれはまぎれもなく社会的である」。またスターレイ（Eugene Staley）は、今までの技術の規定は狭義の概念であるとし、社会技術（social technology）を含む、より新しい広義の概念を用いることを提言している。社会技術として法律、政治、教育、経営の技術を挙げ、低開発国の発展にとって必要な技術は物理的・生物的な技術だけでなく、経済、政治などの社会技術であると考えている。さらに、社会技術の下位概念として「開発の社会技術」というものを提唱している。これには開発の全体計画・プログラム、開発に対する政府機関および公的行政、人材開発、農業、産業、保健のような特定のセクターにおける開発の特別な技法などが含まれる。
社会技術という言葉は用いないが、エリュール（Jacques Ellul）は現代技術という用語によって同様の概念を示している。彼は機械的技術や知的技術と区別した上で現代技術には以下があるとする。
（一）「経済技術」はほとんど全面的に生産に従属しており、労働の組織から経済計画にわたる。この技術はその対象と目標において、他の技術と異なる。しかしその諸問題は、すべての他の技術活動のそれと同じである。
（二）「組織技術」は大衆にかかわるもので、大規模の通商および産業的実務（したがって経済的な管轄下にはいるのみならず、国家、行政、警察権力にも適用される。この組織技術は戦争にも応用され、少なくとも武器と同じほど軍隊の威力を確保する。司法の分野のすべても組織技術に依存する。
（三）「人間技術」は、医学や遺伝学からプロパガンダ（教育技術、職業指導、宣伝など）に及ぶさまざまな形態をとる。ここでは人間自身が技術の対象となる。
倉橋はマンハイム（Karl Mannheim）の論ずる社会技術もゴットル的であるとする。マンハイムは『変革期における人間と社会』を当初ドイツ語で書いたが、英語版を執筆するにあたり社会技術（social technique）に関する章を増補した。マンハイムはナチズムやマルクス主義に基づく全体主義に対して自由主義的民主主義を強調し、ここにはじめて「自由のための計画」が見られると考えたが、両者の類似性は心理的技術や国家権力の増加による中央集権的統制によって増大する。ゆえに「計画の枠内に自己決定の余地を創り、かつ保持することを目指して技術を一層意識的に管理する」ような社会技術の必要性を強調したのである。

### 社会工学の登場
日本語における社会技術と社会工学は英語においてはsocial technologyとsocial engineeringとして、どちらの文脈でも互換的に用いられることが多い。ただし、「社会工学」という言葉は明らかに「社会（的）技術」より後に登場している。社会心理学、工学、社会学という複数の分野において「社会工学」という表現が登場するようになったのは1950年代初頭である。その後、1960年代半ばにシステム工学・政策科学の隆盛によって再び社会工学という表現が用いられるようになり、未来学ブームによって導入された多くの新語とともに、広く知られるようになった。
1960年代の社会工学は、ポパー（Karl Popper）の『歴史主義の貧困』（1960）によって、新たな展開を見せる。ポパーはここでsocial technologyとsocial engineeringという言葉を用いるが、ポパー自身、social engineeringという用語は法学者であったパウンド（Roscoe Pound）による1922年の著作に見られるが、それ以前に社会主義活動家のウェッブ夫妻（Sidney & Beatrice Webb）が用いていたようだとしている。パウンドの用法は「漸次的」の意味であると理解したポパーは、ハイエクの「自由のための計画」にも同様の性格を見出す。倉橋重史いわく、「マンハイムの社会的技術は計画の立て方、作り方、方法を全体社会の改善の目的を中心においたのにたいし、ポパーは手段としての制度に注目し、その制度のミクロ的な改善、運営の工学的方法に注目したといえよう」。
1960年代も中盤に差し掛かると、米国でのシステム工学の隆盛および政策的な問題意識の高まりから改めて社会工学という用語が登場し、日本でも大学における学科やシンクタンクなどの形を通して制度化され、概念が定着し始めた。1965年秋には日米の多彩な専門家が一堂に会し、「社会開発と技術」というテーマで議論を行っている。これは日本と米国は高度の工業化社会として共通の問題を抱えているため、ジョンソン大統領の掲げた「偉大な社会（Great Society）」という社会開発プログラムと、佐藤総理の唱えた「社会開発」は同一の発想から来ているのではないかという考えのもとで開催された会合であった。日米におけるこうした発想を実現する方法論として、social engineering（社会工学）という言葉が提出されたという。その後、1967年に東京大学教授の大島恵一を代表とする民主主義研究会がまとめた『社会工学』においても、米国からの強い影響について触れられている。そこでは、社会的問題へのシステム工学の応用は第二次世界大戦時にORなど軍事研究から始まったとされる。これが社会工学という名前が広く注目されるようになったのは、米国カリフォルニア州で犯罪防止、交通運輸、汚物処理、情報処理という4つの社会的問題に対して社会工学的立場からの解決方法を求めるための研究が実施されたことにあるという。米国のシンクタンクであり、システム分析の開発における総本山であったランド研究所のヘルマー（Olaf Helmer）も「オペレーションズ・リサーチの諸技術を利用しつつ、社会科学の分野における努力のある部分を社会工学（social technology）の方向に再組織することによって、われわれはかなり大きな成果をあげうると期待することができる」と述べている。
ヘルマーの著書を翻訳した香山健一はもともと活動家として知られていたが、60年安保闘争後に身を引き、清水幾太郎の主宰する現代思想研究会に拠る。そこで清水とともに関心を未来学へと移し、立場を旋回させた。清水は唯研の幹事、昭和研究会の文化委員を歴任しており、戦前からの技術論にも造詣が深かった。1965年、香山は1955年にイタリアで開かれた「自由の将来に関する世界知識人会議」で左右両翼を含む知識人と政治家が多数参加したことを取り上げている。そこで伝統的な争点が比較的重要性を失ったという事実が西欧社会におけるイデオロギーの終焉の傾向を象徴的に示しているとした。

社会改革や合理的な社会的行動の問題は、もはや神話的なイデオロギー上の二者択一の問題ではなくて、一定の「社会的技術［ソシアル・テクニーク］」の選択問題となったという事実をこの会議はあらためて示しだしたのであった。

香山は社会的技術の用語をダール（Robert A. Dahl）とリンドブロム（Charles E. Lindblom）の著作から引いている。彼らは「経済生活における合理的な社会行為、計画および改革への可能性——簡単 にいうと、問題解決への可能性——は、…主としていかなる特定の社会的技術を選択するかに依存する」として、社会技術の問題解決志向性を早くから掲げている。彼らはシュンペーター（Joseph A. Schumpeter）、ハイエク、マンハイムらの功績を認めつつも、これらは消滅しつつある「主義」の伝統に密接に関係していると指摘する。これに対するアプローチとして彼らが掲げるのは漸進主義（incrementalism）であり、ポパーの「漸次的社会工学」と多くの共通点を持っているという（p.25）。確かに試行錯誤によって徐々に社会の改善を目指すという点で両者は共通しているが、批判的ながらも合理性を墨守するポパーに対して、ダールとリンドブロムは政治学的な視点から非合理的なものの価値の重要性を認めており、その点で違いが見られる。後にリンドブロムは漸進主義を基に政策研究においてmuddling throughを導入し、政策過程における意思決定モデルと政策分析自体の二重の合理性を批判していく。
ダールとリンドブロムは社会技術とは何かについて著作では言明していないが、彼らの議論を引き継いだ香山は次のような定義を提示している。「社会的技術（social technology, social technique）とは、社会問題を解決するために利用される予測・計画・決定・制御などの技術である」。一定の社会的問題の解決に適用可能な社会的技術は、（１）各種の組織や制度に関連する制度的技術群と（２）政策的手法（たとえばオペレーションズ・リサーチ、計量経済学、シミュレーション、推測統計学など）に関する道具的技術群とに大別される。倉橋は、このうち、道具的技術群によって社会にアプローチする社会的技術を社会工学と見なす。

### 近年の展開
第9次国民生活審議会（1982-84）の総合政策部会報告では、人類社会の発展過程に照らして社会を根本的に変革してしまうような革新的な技術群を総称して「社会的技術」と呼び、以下の3つの条件を挙げている。「中核的な革新技術に幾つかの新技術が組合わされて、より高い総合技術を形成していること」、「この総合的な技術が社会に広く普及し定着すること」、「総合的な技術が普及する過程で新しい形の社会的生産力が生まれ、これにより社会全体の生産力が飛躍的に高まり、社会的制度や社会全体の意識の変革が進行し，定着すること」。このような視点から、これまでの人類社会の発展過程には、狩猟技術，農業技術及び工業技術という3つの社会的技術が存在したとする。
森谷正規はより限定的に、電気・電子、機械、新素材あるいはバイオテクノロジーなどの高度技術を取り込んだインフラストラクチャーを指して「新社会技術」と呼んでいる。これは国土交通省技術基本計画（2008）にある「社会的技術」すなわち「様々な要素技術をすり合わせ・統合し、高度化することにより、社会的な重要課題を解決し、国民の暮らしへ還元する科学技術」と対象が重なっていると見られる。
チャテジー（Pranab Chatterjee）は社会技術（social technology）について次のように定義している。

社会技術とは、特定ないし不特定の目的に向けて個人、グループ、コミュニティ、組織の行動を変えるために、対人相互作用の形で経験的に確立された手段である。そのような行動変化は直接的ないし間接的にもたらされるだろう。直接的な行動変化は、他の形態の技術がこの目的で用いられないとき、もう一つの目に見える社会技術によってなされる。間接的な行動変化は、行動変化を生み出す他の技術形態に対する支援システムとして社会技術が作用するときに起こる。

ここで、社会技術は人類学、心理学のような社会科学や行動科学、臨床心理学やソーシャルワークのような応用分野に基づくとされる。また社会技術は、臨床ソーシャルワークや臨床心理学のような職業を助けるために用いられる「社会干渉技術」（social intervention technologies）と、福祉サービス管理のような「社会管理技術」（social management technologies）の2種類に分けられるのではないかと提案している。

### 社会技術研究開発センターにおける社会技術
社会技術研究開発センターは独立行政法人科学技術振興機構に置かれている組織の一つである。2000年、「社会技術の研究開発の進め方に関する研究会」では社会技術を「自然科学と人文・社会科学の複数領域の知見を統合して新しい社会システムを構築していくための技術」と定義しており、これが現在の社会技術研究開発センターにおいても基本的な定義として採用されている。
同センターでミッション・プログラムI「安全性に係わる社会問題解決のための知識体系の構築」（2001-06）の研究統括補佐を務めた堀井秀之は、社会技術について、問題解決の目的を主とし、そのために文理協働や問題の俯瞰の重要性を強調する。これは「問題の全体像把握」「分野を超えた知の活用」「問題解決志向の知識連携」という３つのアプローチで表され、「そのような問題認識と解決のアプローチに基づいて開発された解決策が『社会技術』である」（堀井 2007: 15）。そしてそれは科学技術と社会制度をうまく組み合わせたものであるとされる。
社会技術研究開発センター長を務めた市川惇信は社会技術を次のように定義し、社会に向けた、社会のための技術を強調する。

社会技術とは、社会を直接の対象とする技術です。農業技術が農業を対象とし。産業技術が産業を対象とするのと同じ意味合いです、具体的には、社会において、現在存在しあるいは将来起きることが予想される問題を解決しようとする技術です。

社会技術研究開発システムでシステム研究センター長を務めた小林信一は、社会技術を社会のための技術であると同時に、社会の中の技術として定義する。
一方、社会技術研究開発センターに関わった上記の研究者とは異なる立場から、塩沢由典は社会技術研究開発センターによる社会技術を観察し、これを「社会技術の中核をなすものと位置づけてしまうと、社会技術の本来の領域を誤ることになろう」と懸念する。対する彼の定義によれば、社会技術は「社会の運営や維持・発展のために用いられる社会自体が生み出したさまざまな知見やノウハウ、観念をいう」。わかりやすい例としては、度量衡、暦、貨幣、法、民主主義と手広い。これらは社会科学では通常「（社会）制度」と呼ばれるものであり、「かなりの程度に重複している」と認める。だが、「すべての制度は、普及し慣習化した社会技術ということができるが、社会技術は制度より広く、それが制度となる以前から同一の存在としての歴史をもつ」とする。社会を静止画として、制度として確立したものだけを考察するだけではなく、社会技術の開発・実験・普及という重要な契機を通じて、社会が次々に遭遇する問題に対処する手段として社会制度を活用するという視点を持つことが大事であるとする。こうした社会技術の概念はブルデュー（Pierre Bourdieu）のハビトゥスや、山本哲士による社会技術の定義にも通じる。

## 脚註
1. ↑  ブハーリン（1923）『史的唯物論』佐野勝隆・石川晃弘訳、青木書店、1974年、164頁。
2. 1 2  同166頁。
3. ↑  倉橋重史（1968）『技術の社会学』ミネルヴァ書房、49頁。
4. ↑  武谷三男（1947）「自然の論理について」『武谷三男著作集』第1巻、勁草書房、1968年、255-276頁所収、261頁。
5. ↑  武谷三男（1954）「理論者版『弁証法の諸問題』のためのはしがき」『武谷三男著作集』第1巻、勁草書房、1968年、14-15頁所収、15頁。
6. ↑  嶋啓（1977）『技術論論争』ミネルヴァ書房、130-131頁。
7. ↑  三木清（1949）「技術哲学」『三木清著作集第七巻』岩波書店、208-209頁。
8. ↑  相川春喜
（1942）『技術論入門』三笠書房、59頁。
9. ↑  同64頁。
10. ↑  同95頁。
11. ↑  相川春喜（1940）『現代技術論』三笠書房、87-88頁。
12. ↑  馬場敬治（1936）『技術と社会』日本評論社、10、13頁。
13. ↑  同27-28頁。
14. ↑  相川（1940）前掲書、90頁。
15. ↑  倉橋重史（1977）「社会的技術の問題—K.マンハイムの社会的技術論を中心として」『桃山学院大学社会学論集』10(2): 103-130頁。
16. ↑  同107頁。
17. ↑  Fichter, J.H. (1957) Sociology. 2nd ed. 1971. University of Chicago Press, p.415.
18. ↑  Hetzler, S.A. (1969) Technological Growth and Social Change: Achieving Modernization. Routledge & Kegan Paul, p.4.
19. ↑  Staley, E. (1970) ‘Technology and developing nations’, pp. 135-142 in C.S. Wallia, ed. Toward Century 21: Technology, Society, and Human Values. New York and London: Basic Books, p.139.
20. ↑  ジャック・エリュール（1954）『技術社会 上』島尾永康・竹岡敬温訳、すぐ書房、1975年、45頁。
21. ↑  マンハイム（1940）『変革期における人間と社会─現代社会構造の研究』福武直訳、みすず書房、1962年、294-295頁、315-316頁。
22. ↑  倉橋（1977）前掲書、108-109頁。
23. ↑  ポパー（1945）『自由社会の哲学とその論敵』武田弘道訳、世界思想社、1973年、別冊16頁。
24. ↑  同別冊124-125頁。
25. ↑  倉橋重史（1979）「社会的技術の一考察」『桃山学院大学社会学論集』12(2): 141-171頁、うち160頁。
26. ↑  高瀬保（1968）『社会工学入門—21世紀社会への推進力』講談社、14-16頁。
27. ↑  大島恵一ら（1967）『社会工学』民主主義研究会。
28. ↑  ヘルマー（1966）『社会工学の方法』香山健一訳、日本経済新聞社、1969年、16頁。
29. ↑  香山健一（1965）「経済管理システムの分析（II）─政策目的の多元性」『行動科学研究』2(2): 19-28頁、うち23頁。
30. ↑  ロバート・ダール、チャールズ・リンドブロム（1953）『政治・経済・厚生』礒部浩一訳、東洋経済新報社、1961年、4頁。
31. ↑  Lindblom, C.E. (1959) ‘The science of muddling through’, Public Administration Review 19(2): 78-88.
32. ↑  香山健一（1972）「解説：社会的技術について」土方文一郎『社会的統制』学研、10-36頁所収、24頁。
33. ↑  香山健一（1968）「自然科学的技術から社会的技術へ」『中央公論』83(2): 107-113頁、うち108頁。香山（1972）前掲書、24頁。
34. ↑  倉橋重史（1977）「社会的技術の問題—K.マンハイムの社会的技術論を中心として」『桃山学院大学社会学論集』10(2): 103-130頁、うち104頁。
35. ↑  森谷正規（1993）『「新社会技術」への大転換』ダイヤモンド社、45頁。
36. ↑  Chatterjee, P. (1990) The Transferability of Social Technology: Explorations in the Knowledge Structures of the Helping Professions and Their Transfer. Edwin Mellen Press, pp.53-54.
37. ↑  Chatterjee (1990) pp.131-132.
38. ↑  社会技術の研究開発の進め方に関する研究会（2000）「社会技術の研究開発の進め方について」平成12年12月22日、2頁。
39. ↑  市川惇信（2005）「（独）科学技術振興機構社会技術研究開発センターについてのQ&A（v 0.3）」平成17年12月、1頁。
40. ↑  小林信一（2007）「社会の中の技術、社会のための技術」小林信一・小林傳司・藤垣裕子『社会技術概論』放送大学教育振興会、11-22頁所収。
41. ↑  塩沢由典（2008）「社会科学と社会技術」石黒武彦編『科学と人文系文化のクロスロード』萌書房、7章、161-185頁所収、162頁。
42. ↑  同163頁。
43. ↑  同165頁。
44. ↑  ブルデュー（1980）『実践感覚1』今村仁司・福井憲彦・塚原史・港道隆訳、みすず書房、2001年。
45. ↑  山本哲士（1997）『場所環境の意志─地球環境設計へむけて』新曜社、137頁。